# Donald gagne le gros lot
Pour les articles homonymes, voir Lucky Number (album).
Pour plus de détails, voir Fiche technique et Distribution.
Donald gagne le gros lot ou Donald décroche le gros lot (Lucky Number) est un dessin animé de la série des Donald Duck produit par Walt Disney pour RKO Pictures, sorti en 1951.

## Synopsis
Donald est pompiste dans une station-service avec ses neveux. Pensant avoir perdu à un jeu après avoir entendu un résultat erroné, il jette son billet, que ses neveux récupèrent lorsqu'ils découvrent qu'il a en réalité gagné le prix : une superbe automobile. Ceux-ci décident alors de lui faire une surprise...

## Fiche technique
- Titre original : Lucky Number
- Titre français : Donald gagne le gros lot ou Donald décroche le gros lot
- Série : Donald Duck
- Réalisateur : Jack Hannah
- Scénaristes : Nick George et Bill Berg
- Animateurs: Bill Justice, George Kreisl, Volus Jones, Bob Carlson
- Effets visuels: Blaine Gibson
- Layout: Yale Gracey
- Background: Thelma Witmer
- Musique: Paul J. Smith
- Voix : Clarence Nash (Donald)
- Producteur : Walt Disney
- Société de production : Walt Disney Productions
- Distributeur : RKO Pictures
- Date de sortie : 20 juillet 1951[1]
- Format d'image : couleur (Technicolor)
- Son : Mono (RCA Photophone)
- Durée : 6 min
- Langue : (en)
- Pays :  États-Unis
- Dates de sortie :
  - États-Unis : 20 juillet 1951[1].

## Voix françaises
- Sylvain Caruso : Donald Duck / Riri, Fifi et Loulou
- Roger Carel : la voix de la radio
- Jean-Paul Audrain : Mickey au téléphone

## Titre en différentes langues
D'après IMDb :
- Suède : Kalle Ankas lyckonummer et Turnumret